# Anders Samuelsen
Anders Samuelsen, född 1 augusti 1967 i Horsens, Danmark är en dansk politiker. Han var utrikesminister 2016-2019 . Han var med och bildade Liberal Alliance och var dess partiledare från januari 2009 till 6 juni 2019. Han har suttit för partiet i Folketinget och i Horsens kommunfullmäktige (2009-2013). Innan han var med och bildade Liberal Alliance var han med i Det Radikale Venstre. Han satt i både Folketinget (1998-2004) och Europaparlamentet (2004-2007) för partiet.

## Bakgrund
Samuelsen är son till politikern (och tidigare folketingsledamoten) Ole Samuelsen och hushållsläraren Anna Holm. Han har fyra syskon. Ett av dem är Mette Bock. Han gick på Tranebjerg skole på Samsø och tog studenten vid Viborg katedralskole 1986 samt en cand.scient.pol.-examen från Århus universitet 1993. Han arbetade som konsult och projektkoordinator på Døves højskole, Castberggård från 1994 till 1998.

## Politisk karriär
Samuelsens politiska karriär startade i Det Radikale Venstre. Han var partiets kandidat till Folketinget i Horsenskretsen 1994-98 och i Holbækkretsen från 1998. Han satt temporärt i Folketinget som ersättare för Elsebeth Gerner Nielsen i Vejle amtskrets 5–11 december 1997 och 31 mars 1998–20 november 2001. Han satt i partistyrelsen för partiet 1997–1998.
Han valdes in i Folketinget vid folketingsvalet 2001 (för Vestsjællands amtskrets) och satt där för partiet fram till 30 juni 2004. Han valdes in i Europaparlamentet vid Europaparlamentsvalet 2004. Han satt i parlamentet till 28 november 2007. Sommaren 2007 bildade Anders Samuelsen tillsammans med tidigare partikollega Naser Khader och den tidigare konservativa politikern Gitte Seeberg de nya partiet Ny Alliance och lämnade därmed Radikale Venstre. Han var från 2007 partiets kandidat i Østjyllands storkrets och valdes in vid Folketingsvalet 2007. Partiet bytte namn till Liberal Alliance i augusti 2008. Efter Naser Khader lämnade partiet i januari 2009, blev Samuelsen partiledare. Han har förutom att vara partiledare varit partiets (ledande) representant i flera av Folketings utskott. Vid kommunalvalet 2009 ställde Samuelsen upp i Horsens och valdes in på partiets enda mandat. Han ställde inte upp för omval vid kommun- och regionvalet 2013. Samuelsen lämnade partiledareposten 6 juni 2019 efter att ha åkt ur Folketinget vid folketingsvalet 2019.

## Privat
Samuelsen gifte sig 1992 med förskolelärare Lajla Dam Samuelsen, med vilken han har två barn. Paret separerade våren 2009. Mellan februari 2012 och 2017 var han tillsammans med operasångaren Susanne Elmark.

## Publikationer
Samuelsen har skrivit eller medverkat i flera böcker:
- "Vejen til et bedre Europa – en bro mellem ja og nej, People's Press, 2004.
- "Europas stemmer", Gyldendal, 2005.
- "Breve fra Europa – de første år i Bruxelles", Forlaget Hovedland, 2006.
- "Comeback kid", Hanne Sindbæk och Anders Samuelsen, People's Press, 2013.
- "Den lange vej - fra nederlag til fremgang" (redaktör Kasper Elbjørn), 2013.
- "Ikke for mine blå øjnes skyld" (berättad för Hanne Sindbæk), 2019.